# Björn Alkeby
Björn Alkeby (* 17. Juli 1952) ist ein ehemaliger schwedischer Fußballspieler. Der Torwart spielte für Djurgårdens IF mehrere Jahre in der Allsvenskan.

## Werdegang
Alkeby debütierte in der Spielzeit 1971 unter Trainer Gösta Sandberg für Djurgårdens IF in der Allsvenskan. Nachdem der Klub längere Zeit ohne Titel geblieben war, wurde zur folgenden Spielzeit Antonio Durán verpflichtet, der Malmö FF in den Vorjahren mehrfach zum Meistertitel geführt hatte. Unter dessen Leitung setzte er sich als Stammtorhüter zwischen den Pfosten fest, der gewünschte Titelgewinn blieb jedoch aus. Nach anfänglichen Erfolgen unter Bengt Persson rutschte der Klub in der Spielzeit 1976 in den Abstiegskampf. An der Seite von Tommy Berggren, Anders Grönhagen und Sven Lindman war er auch in den folgenden Spielzeiten eine der Stützen für den Klassenerhalt. Nach zwei Jahren im mittleren Tabellenbereich belegte Alkeby mit seinem Klub in der Spielzeit 1980 den letzten Nicht-Abstiegsplatz. Zur folgenden Spielzeit verpflichtete der Klub mit dem Engländer Stuart Garnham einen Konkurrenten, Alkeby bestritt dennoch 18 der 26 Ligaspiele. In einer von diversen Verletzungen überschatteten Spielzeit verpasste die Mannschaft den Klassenerhalt. Den direkten Wiederaufstieg verpasste er mit dem Klub erst in den Relegationsspielen, als sich der Lokalrivale AIK nur Dank Auswärtstorregel durchsetzte. Anschließend verließ er den Klub, für den er 242 Erstligaspiele absolviert hatte. Später arbeitete er für den Verein als Torwarttrainer im Jugendbereich.
| Personendaten    | Personendaten               |
| ---------------- | --------------------------- |
| NAME             | Alkeby, Björn               |
| KURZBESCHREIBUNG | schwedischer Fußballspieler |
| GEBURTSDATUM     | 17. Juli 1952               |